# Jacek Śliwczyński
Jacek „Koń” Śliwczyński (ur. 28 maja 1964, zm. 13 sierpnia 2025) – polski basista, członek zespołów T.Love i  Sztywny Pal Azji.

## Życiorys
W 1983 dołączył do T.Love (wówczas Teenage Love Alternative), gdzie zastąpił Muńka Staszczyka w charakterze basisty. Z zespołem związany był do 1989 roku. Nagrania z jego udziałem ukazały się w ramach albumów Nasz Bubelon (1984), Chamy idą (1985), Miejscowi – live (1988) oraz Wychowanie (1989).
Po zawieszeniu działalności przez T.Love, zajął się działalnością fotograficzną. Jako fotograf, specjalizował się w portretach. Prowadził studia fotograficzne w Częstochowie i Krakowie. 
W latach 2008–2011 był basistą grupy Sztywny Pal Azji z którą nagrał album Miłość jak dynamit (2008).
Wziął również udział w nagraniu płyty Luksus, zespołu Szwagierkolaska, na której pojawił się w utworach Bujaj się Fela oraz Lisa Bon.